# 人民阵线 (布基纳法索)
人民阵线（法語：Front Populaire）是布基纳法索历史上的一个政党联盟。
该联盟由布基纳法索总统布莱斯·孔波雷于1987年10月创建，当时他刚通过军事政变上台。人民阵线的领袖是阿尔塞纳·邦尼内桑·耶。

## 成员党
该联盟的创始成员党有：
- 布基纳共产主义者联盟（英语：Union of Burkinabé Communists）
- 布基纳共产主义团体（英语：Burkinabé Communist Group）
- 共产主义斗争联盟—火焰（英语：Union of Communist Struggles – The Flame）

1991年初，该联盟的成员党有：
- 争取人民民主组织—劳动运动
- 社会民主独立人士联盟（英语：Rally of Social-Democrat Independents）
- 进步爱国者全国会议—社会民主党（英语：National Convention of Progressive Patriots–Social Democratic Party）
- 布基纳民主人士和爱国者联盟
- 布基纳共产主义团体（英语：Burkinabé Communist Group）
- 爱国民主人士团体（英语：Group of Patriotic Democrats）
- 进步民主人士运动（英语：Movement of Progressive Democrats）
- 革命民主人士团体
- 社会民主人士联盟（英语：Union of Social Democrats (Burkina Faso)）
- 非洲独立党

1995年，该联盟的成员党有：
- 争取人民民主组织—劳动运动
- 进步民主人士运动（英语：Movement of Progressive Democrats）
- 布基纳民主人士和爱国者联盟
- 社会民主独立人士联盟（英语：Rally of Social-Democrat Independents）[1][2][3]